# Guanxu
Guanxu (kinesiska: 官圩) är en köping i sydöstra Kina. Den ligger i Deqing härad i staden Zhaoqing i provinsen Guangdong, omkring 150 kilometer väster om provinshuvudstaden Guangzhou. Antalet invånare är 30 379. Befolkningen består av 14 794 kvinnor och 15 585 män. Barn under 15 år utgör 24,0 %, vuxna 15-64 år 65 %, och äldre över 65 år 10,0 %.